# Bitwa nad rzeką Silarus (II wojna punicka)
Bitwa nad rzeką Silarus – starcie zbrojne, które miało miejsce w roku 212 p.n.e. pomiędzy wojskami Kartaginy i Republiki Rzymskiej. Bitwa zakończyła się zdecydowanym zwycięstwem Kartaginy.

## Przebieg bitwy
Armia rzymska była dowodzona przez młodego, ambitnego ale niedoświadczonego generała Marcusa Centeniusa. Dzięki informacjom zebranym przez zwiadowców Hannibala zdołał otoczyć armię Centeniusa. Dodatkowo sytuację Rzymian pogorszyła panika, która wybuchła wśród ich etruskich sojuszników. Zwycięstwo kartagińczyków było miażdżące.

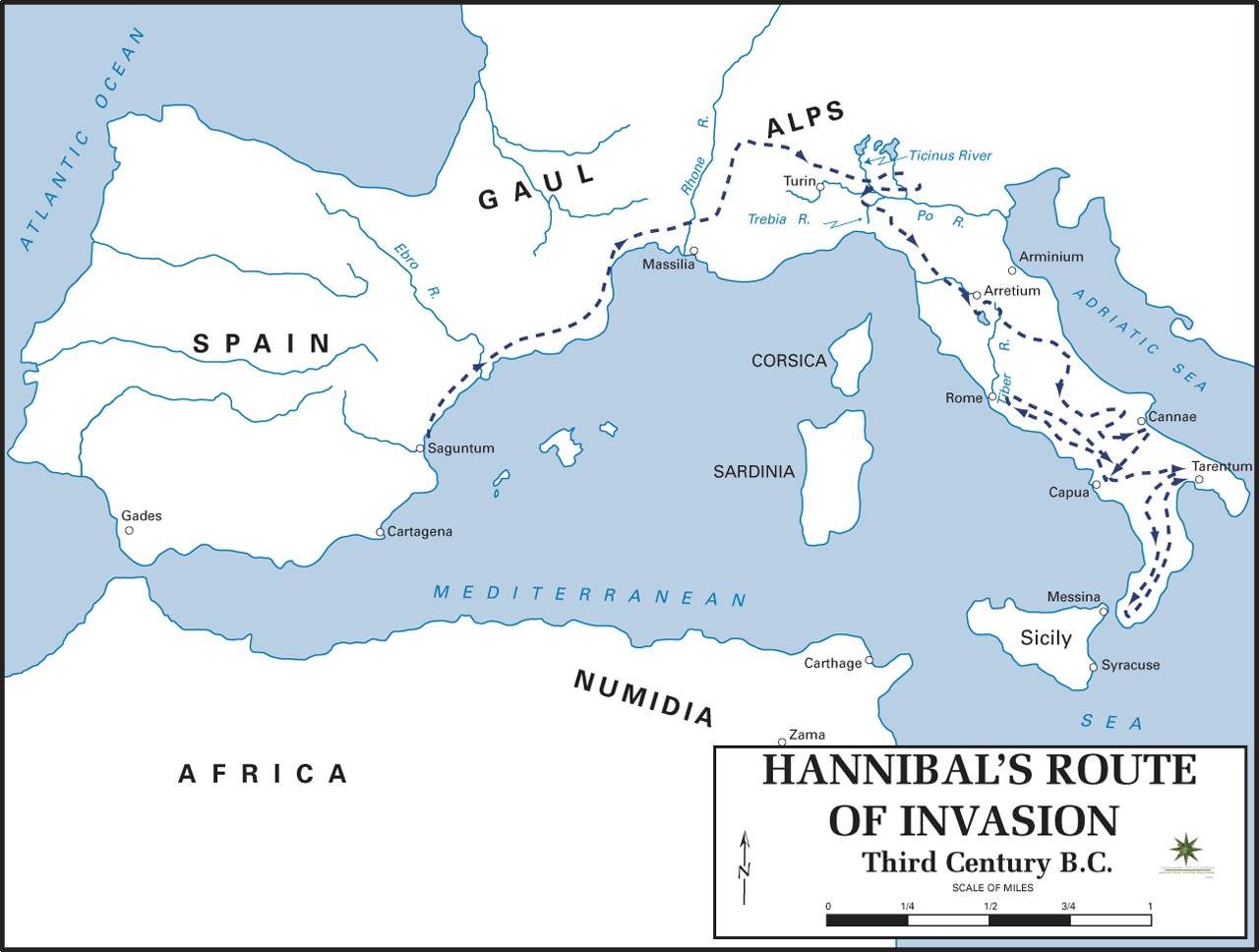
Kampania Hannibala